# Майк Ніколюк
Майк Ніколюк (англ. Mike Nykoluk; 11 грудня 1934, м. Торонто, Канада — 31 січня 2022) — канадський хокеїст, центральний нападник.

## З життєпису
Вихованець хокейної школи «Вестон Дьюкс». Виступав за «Вінніпег Ворріорс» (ЗХЛ), «Торонто Мейпл-Ліфс», «Рочестер Американс» (АХЛ), «Герші Берс» (АХЛ).
В чемпіонатах НХЛ — 32 матчі (3+1).
Досягнення
- Володар Меморіального кубка (1955)
- Володар Кубка Колдера (1959, 1969)

Нагорода
- Нагорода Леса Каннінгема (1967)